# Chameleon
Chameleon je peti studijski album njemačkog power metal sastava Helloween. Album je objavljen 31. svibnja 1993. godine, a objavila ga je diskografska kuća EMI Records. Album je glazbeno najeksperimentalniji album sastava, kao i njihov najmanje komercijalno uspješan te zadnji na kojem pjeva Michael Kiske i bubnjeve svira Ingo Schwichtenberg.

## Pozadina
Tenzije u sastavu i njegova menadžmenta rezultirale su potpunoj suprotnosti zvuka kojeg je Helloween prijašnjih godina predstavljao, pa sve do toga da su i oni najveći obožavatelji Helloweena potpuno odbacili ovaj album kao njihov album. Pogotovo zbog Helloweenove uloge u kreiranju, i redefiniranju power metal zvuka.
Nakon što su na albumu Pink Bubbles Go Ape, komercijalno i glazbeno neuspješno pokušali ponoviti zvukove prijašnjih albuma Keeper of the Seven Keys, Part 1 i Keeper of the Seven Keys, Part 2, Chameleon napušta gotovo sve elemente power metala, žanra po kojem je sastav bio poznat te umjesto toga pokušava privuči više publike koristeći sintisajzere, rog, akustične gitare, dječje zborove, violine, orgulje, country glazbu, grunge te s gostujućim glazbenicima kao što su Stefan Pintev i Axel Bergstedt. Atmosfera albuma karakterizira se kao u stilu progresivnog rocka, s elementima popa. Iako su se ovi elementi u malim količinama pojavljivali i na prijašnjim albumima, na Chameleonu stavljeni su u prvi plan, bacajući heavy metal elemente u posljednji plan. Chameleon je prvi i zadnji put da su ti elementi stavljeni u prvi plan. Pjesma "Giants" ima najviše elemenata power metala no ijedna druga pjesma na albumu. Ime albuma "Chameleon", inspirirano je promjenom zvuka sastava (kao što kameleon mijenja boju).
Na albumu se izdvajaju četiri singla: "Windmill", "When the Sinner", "Step Out of Hell", i "I Don't Wanna Cry No More".
Album je bio neuspjeh i kritički i komericijalno, a vokalist Michael Kiske i bubnjar Ingo Schwichtenberg su obojica izbačeni iz sastava odmah nakon promocionalne turneje. U sastavu je Kiskea zamijenio Andi Deris iz sastava Pink Cream 69, a Schwichtenberga Uli Kusch.

## Popis pjesama
| 1.    | »First Time«                | 5:29 |
| 2.    | »When the Sinner«           | 6:54 |
| 3.    | »I Don't Wanna Cry No More« | 5:11 |
| 4.    | »Crazy Cat«                 | 3:29 |
| 5.    | »Giants«                    | 6:34 |
| 6.    | »Windmill«                  | 5:12 |
| 7.    | »Revolution Now«            | 8:04 |
| 8.    | »In the Night«              | 5:36 |
| 9.    | »Music«                     | 7:00 |
| 10.   | »Step Out of Hell«          | 4:21 |
| 11.   | »I Believe«                 | 9:12 |
| 12.   | »Longing«                   | 4:10 |
| 71:26 |                             |      |

## Zasluge
Helloween
- Michael Kiske – vokali, akustična gitara, omot albuma, raspored žica
- Michael Weikath – gitara, logotip
- Roland Grapow – gitara
- Markus Grosskopf – bas-gitara
- Ingo Schwichtenberg – bubnjevi

Dodatni glazbenici
- Axel Bergstedt – orgulje (na pjesmi 11)
- Stefan Pintev – violina
- Simon C. Clarke – orkestar (na pjesmama 2, 4, 9)
- Roddy Lorimer – orkestar (na pjesmama 2, 4, 9)
- Tim Sanders – orkestar (na pjesmama 2, 4, 9)
- Paul Spong – orkestar (na pjesmama 2, 4, 9)
- Lenny Wolf – prateći vokali (na pjesmi 4)
- Corinna Wolke – prateći vokali (na pjesmi 4)
- M. Drechsler – Tam Tam Gong (na pjesmi 5)
- Tommy Hansen – klavijature

Ostalo osoblje
- Tommy Hansen – produciranje
- Michael Wagener – miksanje
- Stephen Marcussen – mastering
- Michael Tibes – pomoćni producent
- Craig Boubet – pomoćni mikser
- Frederick Moulaert – dizajn bundeva